# Ascorhynchus athernum
Ascorhynchus athernum är en havsspindelart som beskrevs av Child, C.A. 1982. Ascorhynchus athernum ingår i släktet Ascorhynchus och familjen Ammotheidae. Inga underarter finns listade i Catalogue of Life.